# Đuro Stanković
Đuro Stanković (srbsko Ђуро Станковић), srbski politik in častnik, * 27. april 1914, † 11. junij 1991.

## Življenjepis
Stanković, ki je leta 1936 diplomiral na Pravni fakulteti v Beogradu, je leta 1938 postal član KPJ in leta 1941 je vstopil v NOVJ. Med vojno je bil politični komisar več enot, nato pa šef obveščevalnega centra 4. korpusa, bil dodeljen Ozni,...
Po vojni je bil državni podsekretar v DSUP, predsednik Zvezne komisije za vprašanja izseljencev,...